# Oligotylus saxifragicola
Oligotylus saxifragicola är en insektsart som beskrevs av Schuh 2000. Oligotylus saxifragicola ingår i släktet Oligotylus och familjen ängsskinnbaggar. Inga underarter finns listade i Catalogue of Life.